# Miro van Barcelona
Miro van Barcelona (overleden in 966) was van 947 tot aan zijn dood medegraaf van Barcelona, Girona en Osona en van 948 tot aan zijn dood medegraaf van Urgell. Hij behoorde tot het huis Barcelona.

## Levensloop
Miro was een zoon van graaf Sunifried I van Barcelona uit diens huwelijk met Richildis, dochter van graaf Ermengard van Rouergue. Nadat zijn vader zich in 947 had teruggetrokken in een klooster, erfde hij samen met zijn oudere broer Borrell II de graafschappen Barcelona, Girona en Osona. Een jaar later, in 948, erfden de broers na de dood van hun oom Sunifried II tevens het graafschap Urgell.
Terwijl Borrell zich over de militaire en buitenlandse zaken ontfermde, hield Miro zich bezig met het binnenlands bestuur. Hij deed donaties aan verschillende kloosters en wordt ook beschouwd als diegene die begon met de bouw van het Rec Comtal, een kanaal dat water richting Barcelona voerde.
Hij overleed in het jaar 966, vermoedelijk ongehuwd en kinderloos. Zijn broer Borrell II regeerde na zijn dood alleen.